# Gli accattoni del Sacro Cuore
Gli accattoni del Sacro Cuore è un film del 1913 diretto da Achille Consalvi.

## Trama
Il giovanissimo marchese D'Hamilton ama onestamente Ester, bella e buona figlia di un mugnaio cieco. I suoi propositi sono contrastati dallo zio e tutore, che intende dargli in moglie l'unica sua figlia. Non riuscendo a persuaderlo assolda Grelù, un nobile rovinato dal gioco e dagli stravizi ma fondamentalmente non cattivo d'animo, che sotto ricatto appicca il fuoco al mulino dove Ester vive con suo padre e dal quale riescono per miracolo a salvarsi. Così rovinati sono però ridotti a chiedere l'elemosina a Parigi, sui gradini della chiesa del Sacro Cuore. Un giorno, in una infima taverna, Grelù sente Ester cantare una canzone, e colto dal rimorso confessa quello che ha fatto. Dopo aver meditato vendetta Ester torna dal marchese, che la sposa dopo aver cacciato di casa l'avido zio.

## Critica
(Enrico Bernsten in Maggese Cinematografica, 25 febbraio 1914)